# 1979年北海道知事選挙
1979年北海道知事選挙（1979ねんほっかいどうちじ せんきょ）は、北海道の執行機関である北海道知事を選出するために行われた地方選挙で、第9回統一地方選挙前半戦投票日である1979年4月8日に投票が行われた。

## 概要
堂垣内尚弘知事の任期4年が満了したことによる選挙である。北海道知事選挙は1947年の第1回選挙以来、統一地方選挙の日程で選挙が行われている。また北海道は日本社会党（以下、社会党）を中心とする革新勢力が強い地域で、知事選挙においては常に保革一騎討ちの選挙戦が展開されてきた。
今回の選挙は、前回1975年選挙と同様に現職で三期目を目指す堂垣内尚弘知事と元旭川市長の五十嵐広三の二人による事実上の一騎討ちとなった。堂垣内候補は自民党や民社党、新自由クラブの推薦を、対する五十嵐候補は社会党、共産党、社民連、革自連からの推薦、公明党の支持を得ての戦いとなったことで、保革を二分する総力戦が展開された。堂垣内候補は、二期八年の間における知事としての実績を強調し、保守道政の継続を訴えた。一方の五十嵐候補は、堂垣内道政を「（北海道の）産業・経済の行き詰まりに対する打開の処方箋も無く、道民と共に現状を変えていこうとする情熱もうかがえない」と批判し、前回選挙から4年間の地道な活動と革新共闘を支えに革新道政奪還を目指した。
なお五十嵐を立候補前に中傷する記事を掲載した「北方ジャーナル」に対して、札幌地方裁判所により、印刷、製本、頒布の禁止等を求める仮処分が認められたことをめぐる「北方ジャーナル事件」は本選挙に関連して起きた。

## 基礎データ
- 選挙事由：知事の任期満了
- 告示：1979年3月14日（立候補届出締切は翌15日）
- 投票日：1979年4月8日
- 候補者：3名

| 候補者     | 年齢 | 党派         | 新旧         | 推薦・支持政党                                            | 備考                             |
| ---------- | ---- | ------------ | ------------ | --------------------------------------------------------- | -------------------------------- |
| 五十嵐広三 | 58   | 革新系無所属 | 新人         | - （推薦）社会党、共産党、社民連、革自連 - （支持）公明党 | 元旭川市長                       |
| 堂垣内尚弘 | 64   | 保守系無所属 | 現職（二期） | 自民党、民社党、新自ク                                    | 北海道開発庁事務次官、北海道知事 |
| 坂本和     | 45   | 無所属       | 新人         |                                                           | 会社社長                         |
出典：「立候補届け出　本道」、北海道新聞1979年3月14日付1面
凡例：
自民党＝自由民主党、社会党＝日本社会党、共産党＝日本共産党
新自ク＝新自由クラブ、民社党＝民社党、公明党=公明党
社民連＝社会民主連合、革自連＝革新自由連合　　

## 選挙結果
選挙の結果、堂垣内候補が五十嵐候補に対して42万票以上の大差をつけて三選を果たした。
投票率：82.41%（当日有権者数3,739,528名/投票者数3,081,652名）前回比－1.87%
| 当落 | 得票数    | 得票率     | 候補者名   | 党派         | 新旧 | 推薦・支持政党                         |
| ---- | --------- | ---------- | ---------- | ------------ | ---- | -------------------------------------- |
| 当選 | 1,732,374 | 56.7%      | 堂垣内尚弘 | 保守系無所属 | 現職 | 自民党、民社党、新自由ク               |
|      | 1,310,233 | 42.9%      | 五十嵐広三 | 革新系無所属 | 新人 | 社会党、共産党、社民連、革自連、公明党 |
|      | 14,733    | 0.5%       | 坂本和     | 無所属       | 新人 |                                        |
|      | 3,057,340 | 有効票総数 | 有効票総数 |              |      |                                        |

投票率と得票の出典：北海道知事の選挙結果（昭和22年～現在）.北海道選挙管理委員会（2011年8月31日閲覧）
三選を果たした堂垣内候補が革新色の強い都市部を初め道内全域で支持を前回より伸ばしたのに対して、五十嵐候補が得た得票は前回票を下回り、地元である旭川市でも約500票差で堂垣内候補に逆転されるなど不振だった。堂垣内候補の勝因としては
1. 経済や生活の先行きが見通せない中で有権者が当面の現状維持を望んだこと
2. 過去4年間の首長選挙において釧路や旭川市など拠点都市で革新から保守市政に変わって保守基盤が強まったこと
3. 堂垣内道政に大きなミスがなかったこと

などが指摘される。
一方、敗れた五十嵐候補の敗因については、札幌市長選の革新候補擁立のもたつきから知事選との共闘が遅れたこと、道知事選との共闘が革新共闘の中核である社共の連携がうまく行かなかったことや、知事選では五十嵐を支援した公明党が札幌市長選において保守系候補を支持する方針を採ったことで革新系の総力を結集することができなかったことが指摘された。